# Marianne Leconte
 (avril 2025).
Motif : aucune source secondaire centrée
- Archive Wikiwix
- Bing
- Cairn
- DuckDuckGo
- E. Universalis
- Gallica
- Google
- G. Books
- G. News
- G. Scholar
- Persée
- Qwant
- (zh) Baidu
- (ru) Yandex
- (wd) trouver des œuvres sur Wikidata

| 1. | Préciser le motif de la pose du bandeau. | Précisez le motif de la pose du bandeau en utilisant la syntaxe suivante : {{admissibilité à vérifier\|date=avril 2025\|motif=remplacez ce texte par le motif}}                       |
| 2. | Informer les utilisateurs concernés.     | Pensez à avertir le créateur de l'article, par exemple, en insérant le code ci-dessous sur sa page de discussion : {{subst:avertissement admissibilité à vérifier\|Marianne Leconte}} |

Œuvres principales
- L’Araignée de mer

Marianne Leconte, née en 1944, est une romancière, anthologiste et éditrice française de science-fiction.

## Biographie
Née en 1944, Marianne Leconte dirige, de 1974 à 1975, la revue Horizons du fantastique. En 1979, elle crée la collection Titres/SF aux Éditions Jean-Claude Lattès. Elle y publie ses auteurs de prédilection comme Philip José Farmer, Michael Moorcock ou Robert E. Howard.
Elle a également dirigé plusieurs anthologies consacrées à Theodore Sturgeon, qui ont largement contribué à faire découvrir son œuvre en France; elle est aussi l'auteur de Le livre d'or de la science-fiction sur Christopher Priest, né le 14 juillet 1943 à Cheadle en Angleterre, mal connu à l'époque, mieux connu depuis l'adaptation de son roman The Prestige par Christopher Nolan au grand écran.

## Romans
- L’Araignée de mer, Denoël Sueurs froides, 1993
- La Comtesse de la villa Palmyre, Flammarion, 2000
- Le Temple du Dragon, Mango, 2008
- Le Manuscrit de Grenade, Pygmalion, 2011

## Anthologies
- Femmes au futur, Marabout science-fiction, 1976
- Les Champs de l'infini, Le Masque science-fiction, 1977
- Les Pièges de l'espace, Le Masque science-fiction, 1977
- Theodore Sturgeon, Les Enfants de Sturgeon, Le Masque science-fiction, 1977
- Le Livre d'or de la science-fiction : Theodore Sturgeon, Presses Pocket science-fiction, 1978
- Theodore Sturgeon, Fantômes et sortilèges, Le Masque fantastique, 1978
- Theodore Sturgeon, Méduse, collection Le Masque Science-fiction, 1978
- Le Livre d'or de la science-fiction : Christopher Priest, Presses Pocket science-fiction, 1980
- Theodore Sturgeon, Amour, impair et manque, Jean-Claude Lattès, 1981

## Ouvrages pratiques
- Maigrir avec les hautes calories, Trévise, 1984
- Découvrez vous-même votre avenir par les tarots de Marseille, Trévise, 1986
- Poids idéal et bon moral avec la méthode chinoise du Ying-yang, Jean-Claude Lattès, 1988
- Psycho tarot, Jean-Claude Lattès, 1996
- L'ABC des tarots, Marabout, 1997
- Maigrir, le nouveau bon sens, Ramsay, 2000